# Дубово-сосновий гай
45°23′47″ пн. ш. 28°50′05″ сх. д. / 45.39639° пн. ш. 28.83472° сх. д.
Ботанічна пам’ятка природи місцевого значення «Дубово-сосновий гай» (втрачена) була створена рішенням виконкому обласної ради 1972 року. Площа 2,9 га.

Державне  підприємство “Ізмаїльське лісове господарство”, Ізмаїльське лісництво, урочище «Баранівка», квартал 14, ділянка 5 (на схід від дороги Ізмаїл — Каланчак).

## Опис (на початок 2000-х)
Еталонні дубові (з Quercus robur) та соснові (з Pinus pallasiana) насадження, створені у південному степу у 1950 р. Зараз (на сер.-кін. 2000-х рр.) спостерігається висихання дерев через досягнення ними граничного віку при значній  посусі та бідності ґрунту. Як і попередні об’єкти, розташовані в урочищі «Баранівка» (Баранівський ліс, Акацієвий гай та Дубовий гай), «Дубово-сосновий гай» втратив еталонну та природоохоронну цінність.
Рішенням Одеської обласної ради від 20 березня 2009 року №779-V  об'єкт було скасовано. Скасування відбулось за рекомендацією Південного  наукового центру НАН України та Одеського національного університету ім. І.І. Мечнікова з причини всихання  насаджень .
Нині його територія входить до складу об'єкта ПЗФ Баранівський ліс (ландшафтний заказник).